# Rietbokken en waterbokken
De Rietbokken en waterbokken (Reduncinae) vormen een onderfamilie van de familie der Holhoornigen (Bovidae), die tot de orde van de Evenhoevigen (Artiodactyla) behoort. Tot deze onderfamilie worden in totaal 9 verschillende soorten antilopen gerekend. Ze leven allemaal in de buurt van moerassen en andere vochtige gebieden. Deze dieren verschenen voor het eerst 7,4 miljoen jaar geleden in Eurazië, en 6,6 miljoen jaar geleden in Afrika.

## Indeling
De 9 soorten uit deze onderfamilie worden ingedeeld in drie verschillende geslachten:
- Kobus
  - Waterbok (Kobus ellipsiprymnus)
  - Kob (Kobus kob)
  - Litschiewaterbok (Kobus leche)
  - Puku (Kobus vardonii)
  - Nijlantilope (Kobus megaceros)
- Pelea
  - Reebokantilope (Pelea capreolus)
- Redunca
  - Rietbok (Redunca arundinum)
  - Bergrietbok (Redunca fulvorufula)
  - Bohorrietbok (Redunca redunca)